# Liste der Kulturdenkmäler in Gösenroth
In der Liste der Kulturdenkmäler in Gösenroth sind alle Kulturdenkmäler der rheinland-pfälzischen Ortsgemeinde Gösenroth aufgeführt. Grundlage ist die Denkmalliste des Landes Rheinland-Pfalz (Stand: 12. Juni 2023).

## Einzeldenkmäler
| Bezeichnung         | Lage                                   | Baujahr                   | Beschreibung | Bild                           |
| ------------------- | -------------------------------------- | ------------------------- | --- | ------------------------------ |
| Wohnhaus            | Hauptstraße 5 Lage                     | Ende des 19. Jahrhunderts | Fachwerkwohnhaus mit Kniestock, Backsteinausfachung, Ende des 19. Jahrhunderts                                                                       | BW                             |
| Evangelische Kirche | Kirchstraße 2 Lage                     | 1844/45                   | Saalbau mit Dachreiter, klassizistische Fassade, 1844/45                                                                                             | weitere Bilder Fotos hochladen |
| Hofanlage           | Unterdorf 7 Lage                       | 18. Jahrhundert           | Streuhof; stattliches Fachwerkwohnhaus, verputzt, teilweise verschiefert, Krüppelwalmdach, 18. Jahrhundert; Scheune, teilweise Fachwerk, wohl jünger | Fotos hochladen                |
| Fußmühle            | südwestlich des Ortes am Idarbach Lage | vor 1830                  | Satteldachbau, vor 1830; mit Ausstattung | weitere Bilder Fotos hochladen |